# Gociridze
Gociridze – stacja tbiliskiego metra należąca do linii Achmeteli-Warketili. Została otwarta 11 stycznia 1966 roku. Do 2011 roku nazwa stacji brzmiała Elektrodepo.